# Mancera de Abajo (kommunhuvudort)
Mancera de Abajo är en kommunhuvudort i Spanien.   Den ligger i provinsen Provincia de Salamanca och regionen Kastilien och Leon, i den centrala delen av landet, 130 km väster om huvudstaden Madrid. Mancera de Abajo ligger 895 meter över havet och antalet invånare är 316.
Terrängen runt Mancera de Abajo är platt. Runt Mancera de Abajo är det mycket glesbefolkat, med 2 invånare per kvadratkilometer. Närmaste större samhälle är Peñaranda de Bracamonte, 6,8 km norr om Mancera de Abajo. Trakten runt Mancera de Abajo består till största delen av jordbruksmark.